# Лоп’янка (Польща)
Лоп’янка або Лопінка (пол. Łopienka) — зникле село в Польщі, у гміні Тісна Ліського повіту Підкарпатського воєводства. Колишнє лемківське село на етнічних українських територіях. Розташоване в пасмі гір Західних Бескидів, недалеко від кордону зі Словаччиною та Україною.

## Назва
У 1977—1981 роках під час кампанії ліквідації українських назв село називалося Овчари (пол. Owczary).

## Історія
В селі була мурована церква святої Параскеви, збудована в 1757 році. Була парафіяльною церквою Тіснянського деканату Перемишльської єпархії УГКЦ. Парафія у 1936 році налічувала 313 парафіян у Лоп'янці та ще 598 — у дочірніх церквах сіл Бук і Тискова.
У 1939 році в селі мешкало 420 осіб, з них 405 українців, 5 поляків і 10 євреїв.
Після виселення українців у 1944—1946 роках село припинило існування.
Церкву було відбудовано, у ній періодично відбуваються богослужіння